# Cắt âm vật
Cắt âm vật là hành vi nghi lễ cắt bỏ một số hoặc tất cả các cơ quan sinh dục ngoài của phái nữ. Thường được người cắt truyền thống tiến hành cắt bằng một lưỡi dao cạo hay dao (có hoặc không có gây mê). Theo thống kê của UNICEF năm 2016, có hơn 200 triệu phụ nữ đã phải trải qua nghi lễ này, tập trung ở 27 nước châu Phi, Yemen và Iraq Kurdistan, với tỷ lệ 80-98 phần trăm trong nhóm tuổi 15-49 tại Djibouti, Ai Cập, Eritrea, Guinea, Mali, Sierra Leone, Somalia và Sudan. Nghi lễ này cũng tồn tại ở những nơi khác ở châu Á và Trung Đông, và giữa các cộng đồng hải ngoại các nước này trên toàn thế giới.
Độ tuổi mà người nữ được tiến hành cắt bỏ âm vật thay đổi từ ngày sau khi sinh đến tuổi dậy thì; trong nửa số quốc gia mà số liệu quốc gia có sẵn, hầu hết các cô gái đều được cắt trước khi năm tuổi. Các thủ tục cắt khác nhau tùy theo các sắc tộc. Việc cắt âm vật gồm loại bỏ mũ âm vật và 1 da bao âm vật (phần nhìn thấy được của âm vật), loại bỏ môi bé, và trong các hình thức nghiêm trọng nhất (gọi là infibulation), loại bỏ toàn bộ môi lớn và môi bé và đóng cửa âm hộ. Trong thủ tục cuối cùng này, một lỗ nhỏ này được dành cho việc tiểu tiện và kinh nguyệt, và âm đạo được mở ra để giao hợp và mở thêm nữa để sinh con. Quỹ Dân số Liên Hợp Quốc ước tính trong năm 2010 có khoảng 20 phần trăm phụ nữ bị cắt âm vật đã bị cắt toàn bộ, chủ yếu ở phía đông bắc châu Phi đặc biệt là Djibouti, Eritrea, Somalia và Bắc Sudan.
Nghi lễ cắt bỏ âm vật này bắt nguồn từ sự bất bình đẳng giới, nỗ lực để kiểm soát tình dục của phụ nữ, và những ý tưởng về sự tinh khiết, khiêm tốn và tính thẩm mỹ. Nó thường được khởi xướng và thực hiện bởi phụ nữ, những người nhìn thấy nó như là nguồn vinh dự, và họ lo ngại rằng con gái và cháu gái của họ mà không cắt âm vật sẽ khiến các cô gái bị xã hội xa lánh.
Ảnh hưởng về sức khỏe phụ thuộc vào cách thức thực hiện, nhưng có thể bao gồm nhiễm trùng tái phát, đau mãn tính, u nang, không có khả năng có thai, biến chứng trong khi sinh và xuất huyết gây tử vong. Không có lợi ích sức khỏe từ việc cắt bỏ này được ghi nhận.
Hành vi này đã bị cấm hoặc hạn chế tại hầu hết các quốc gia mà hủ tục này xảy ra, nhưng chế tài pháp luật cho hành vi này lại yếu kém. Các nỗ lực quốc tế được triển khai từ thập niên 1970 để thuyết phục các nước thành viên từ bỏ hủ tục này, và trong năm 2012, Đại hội đồng Liên Hợp Quốc coi cắt âm vật như là một hành vi vi phạm nhân quyền, đã bỏ phiếu nhất trí tăng cường những nỗ lực chống lại hành vi này. Phe đối lập không phải là không chỉ trích, đặc biệt là giữa các nhà nhân chủng học. Eric Silverman viết rằng cắt âm vật đã trở thành một trong những chủ đề đạo đức trung tâm của nhân học, đưa ra những câu hỏi khó về lý thuyết tương đối văn hóa, sự khoan dung và tính phổ quát của nhân quyền.:420, 427